# Varennes (Kanada)
Varennes – miasto w Kanadzie, w prowincji Quebec, w regionie Montérégie i MRC Lajemmerais. Należy do najstarszych miast Quebecu, zostało założone w 1672 roku przez René Gaultiera.
Liczba mieszkańców Varennes wynosi 20 950. Język francuski jest językiem ojczystym dla 96,3%, angielski dla 1,5% mieszkańców (2006).